# Hyposmocoma basivittata
Hyposmocoma basivittata là một loài bướm đêm thuộc họ Cosmopterigidae. Nó là loài đặc hữu của Maui. Nơi sinh sống điển hình là Haleakala, nơi có độ cao từ 5000 foo trở lên.